# Майський (Бурятія)
Майський (рос. Майский) — селище Курумканського району, Бурятії Росії. Входить до складу Сільського поселення Майськ.
Населення — 991 особа (2015 рік).